# Vinnie Vincent Invasion (álbum)
Vinnie Vincent Invasion es un disco realizado por el grupo de hard rock , Vinnie Vincent Invasion en el año 1986. Solo hay un video de este disco Boyz are gonna rock donde los integrantes del grupo masacran los instrumentos, cabe mencionar que fue el primero y el último disco para el vocalista de la banda Robert Fleischman.

## Fondo
Se lanzaron dos sencillos, "Boyz Are Gonna Rock" y "Back on the Streets". Solo se hizo un video musical para "Boyz Are Gonna Rock". En el video de "Boyz Are Gonna Rock", el cantante del video es Mark Slaughter en lugar del cantante real Robert Fleischman . Fleischman dejó la banda antes de filmar el video y Mark Slaughter sincronizó los labios con la voz de Fleischman.
"Back on the Streets" fue escrita originalmente por Vincent con el músico Richie Friedman en 1981, demostrada pero no usada para el álbum Creatures of the Night [5] y grabada por 3 Speed para la película de 1984 Voyage of the Rock Aliens . Más tarde fue versionada por el guitarrista original europeo John Norum para su álbum en solitario de 1987 Total Control . Esta canción también fue interpretada por Ace Frehley durante sus primeros shows con su banda posterior a Kiss , Frehley's Comet, en 1985 y también fue demostrada por su banda durante este tiempo, pero la canción nunca apareció en ninguno de los álbumes solistas de Ace Frehley.
La canción "Invasion" (para las versiones en CD y casete ) contenía aproximadamente tres minutos de retroalimentación de guitarra en bucle al final de la canción. La versión de grabación tenía la misma respuesta, pero la diferencia era que nunca terminaba hasta que recogías la aguja. Esto se debió a que el sonido llegó hasta el final del vinilo, lo que provocó que la aguja hiciera un bucle una y otra vez. Las notas del trazador de líneas afirman (algo inverosímil) que no se utilizaron pedales , equipo externo o sintetizadores en ninguna parte del álbum.
La banda abrió para Alice Cooper en 1986 y Iron Maiden en 1987 para apoyar el disco. La canción "Animal" apareció en la banda sonora de la película Summer School de 1987.
Las canciones "Boyz Are Gonna Rock" y "Back on the Streets" son 2 de las 4 canciones de Vinnie Vincent Invasion incluidas en el álbum tributo de 2008 KISS MY ANKH: A Tribute to Vinnie Vincent . Mike Weeks tocó la guitarra, el bajo e hizo las voces en una versión muy precisa de "Boys Are Gonna Rock" que también incluía la batería de Andre Labelle, quien previamente había grabado la batería en el tercer (e inédito) álbum de Vinnie "Guitarmaggedon / Guitars from Hell ".

## Recepción
Según la revista estadounidense Rolling Stone, Vinnie Vincent Invasion es uno de los mejores 50 álbumes de Glam metal de todos los tiempos.<ref> Tom Beaujour, Richard Bienstock, Chuck Eddy, Reed Fisher, Kory Grow, Maura Johnston y Christopher R. Weingarten (31 de agosto de 2019) 50 Greatest Hair Metal Albums of All Time Revista Rolling Stone. Consultado el 12 de marzo de 2021.

## Lista de canciones
| LP original |                          |                                   |          |  |
| N.º         | Título                   | Música                            | Duración |  |
| 1.          | «Boyz Are Gonna Rock»    | Vinnie Vincent                    | 4:54     |  |
| 2.          | «Shoot U Full of Love»   | Vinnie Vincent                    | 4:44     |  |
| 3.          | «No Substitute»          | Vinnie Vincent                    | 3:52     |  |
| 4.          | «Animal»                 |                                   | 5:33     |  |
| 5.          | «Twisted»                | Vinnie Vincent                    | 4:49     |  |
| 6.          | «Do You Wanna Make Love» | Vinnie Vincent, Robert Fleischman | 3:23     |  |
| 7.          | «Back on the Streets»    | Vinnie Vincent, Richard Friedman  | 4:50     |  |
| 8.          | «I Wanna Be Your Victim» | Vinnie Vincent                    | 4:36     |  |
| 9.          | «Baby-O»                 | Vinnie Vincent                    | 3:43     |  |
| 10.         | «Invasion»               | Vinnie Vincent, Robert Fleischman | 7:50     |  |
| 47:52       |                          |                                   |          |  |

## Integrantes
- Vinnie Vincent - guitarra, coros
- Dana Strum - bajo, coros
- Robert Fleischman - voz principal
- Bobby Rock - batería, coros